# Loza dorada

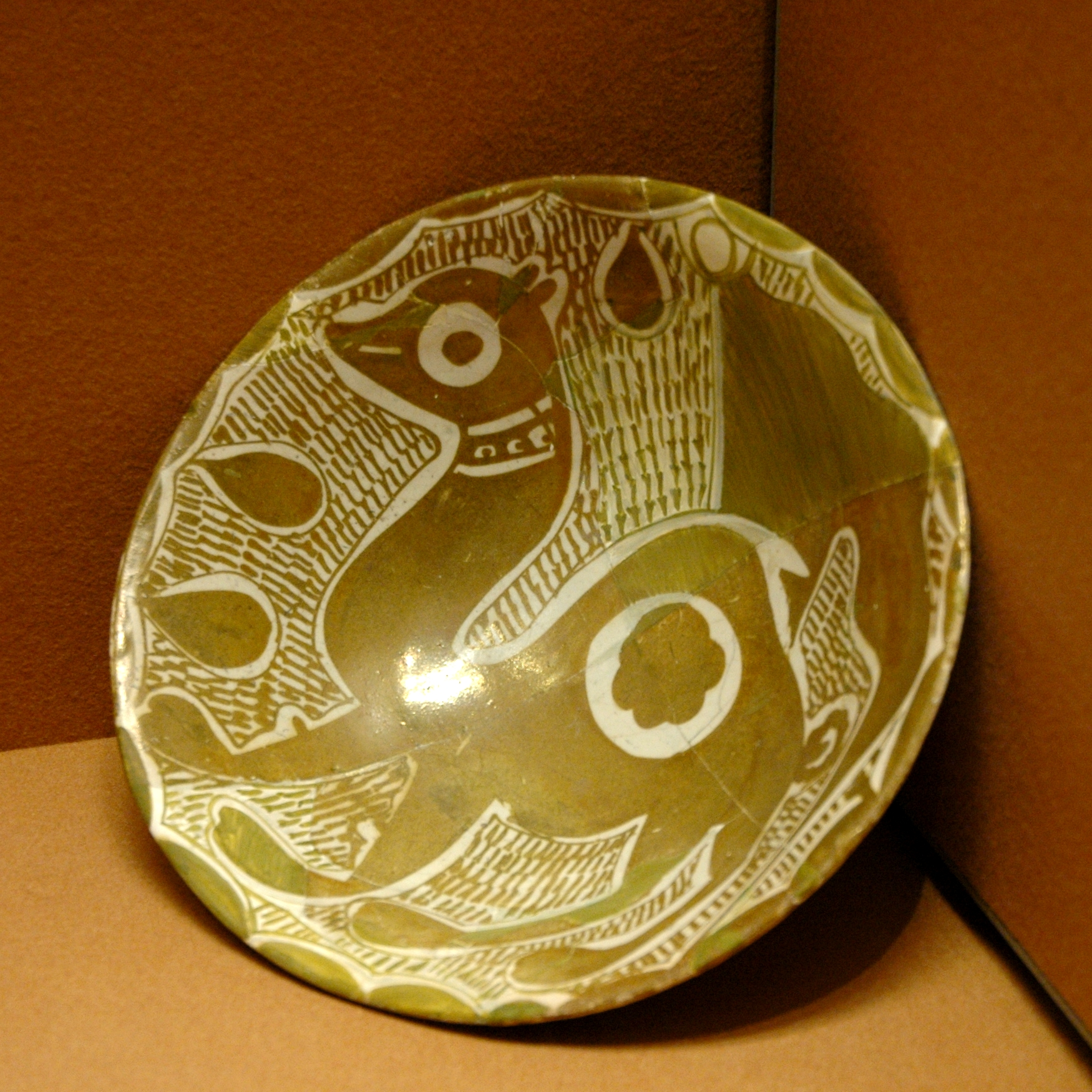
Fuente de solero abombado decorada con un dromedario portando una bandera. Loza decorada sobre pintura vidriada del califato Abasida,.

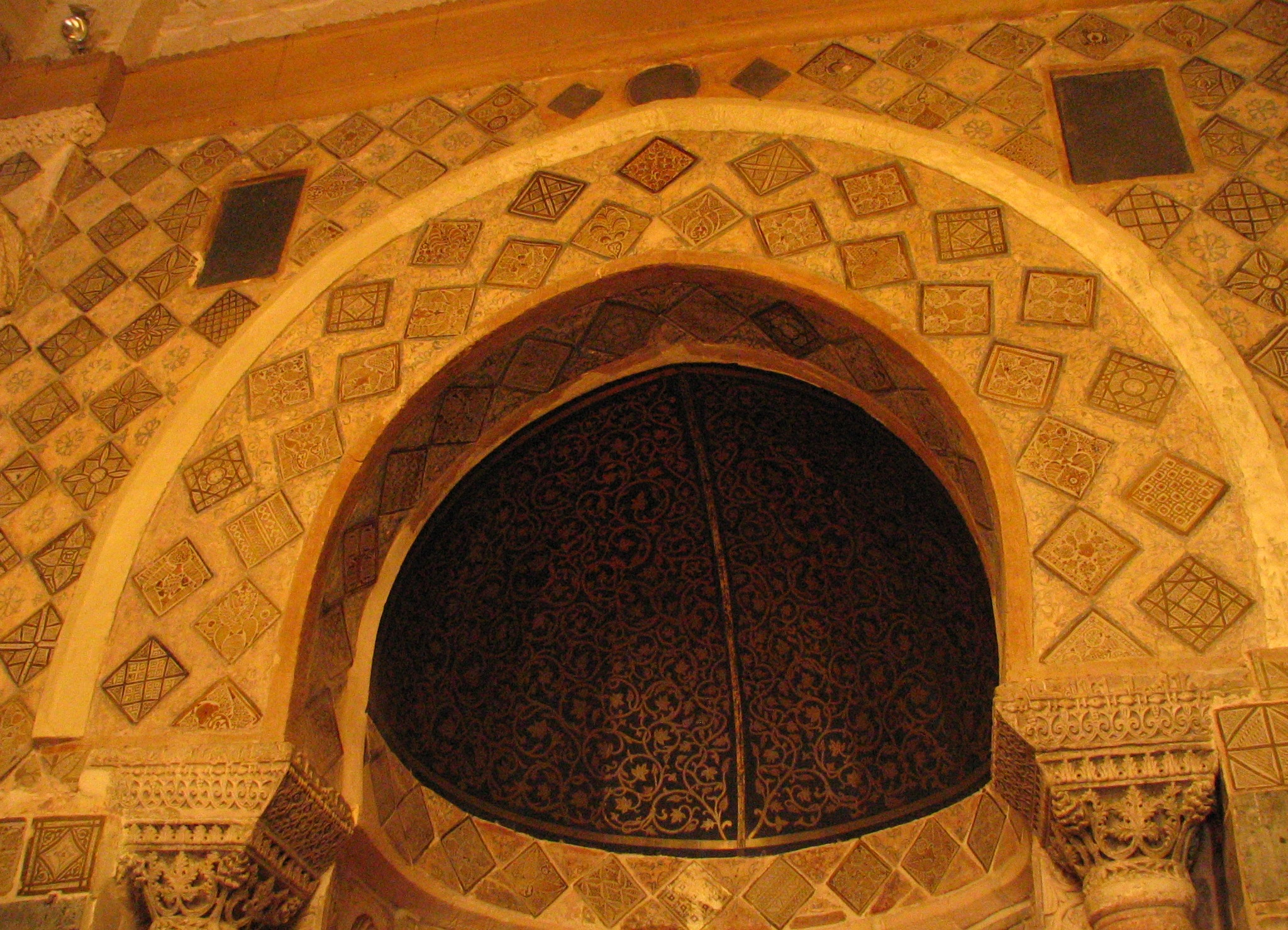
Parte superior del mihrab, decorada en el con azulejos de loza dorada, en la mezquita de Uqba también conocida como la gran mezquita de Kairuán, Túnez.

La loza dorada o de reflejos metálicos, conocida también como reflejo dorado, ópera Malika o cerámica andalusí de reflejo dorado, es un tipo de decoración esmaltada con efectos iridiscentes producidos por los óxidos metálicos aplicados en una tercera cocción sobre un esmalte ya cocido.
Iniciada en la Mesopotamia musulmana, la loza dorada se desarrolló también en el Norte de África y en la península ibérica. Un cierto velo de leyenda atribuye a los últimos alfareros de Marruecos y el levante español la posesión de su fórmula secreta. En España, identificada con la loza morisca, tuvo su mayor foco de producción en la zona de levante, desde la cerámica aragonesa de los alarifes mudéjares de Muel hasta el gran emporio de Manises.

## Orígenes y expansión
Las primeras cerámicas de reflejos metálicos se produjeron al comienzo del Califato Abasí (750-1258) en el siglo IX. Probablemente, la gran difusión de esta técnica, fue favorecida por la prohibición en el mundo árabe de la ostentación; la loza dorada sustituyó en la mesa el lujo descarado de los metales preciosos.
La Gran Mezquita de Kairouan, en Túnez, puede considerarse como su plataforma universal, en ella la loza dorada está presente en una serie monumental de azulejería importada de Bagdad hacia el año 850 de la era cristiana. El lema coránico omnipresente es "al-mulk lillâh", que en la cerámica andalusí se reducirá a "al-mulk".
En la península ibérica, el hilo conductor de las técnicas de la alfarería de origen musulmán, y muy en especial de la loza dorada, fueron los moriscos, distribuidos en los focos de Manises, Paterna, Quart, Alacuás y Muel. El decreto de expulsión de 1609 llevó a miles de artesanos al destierro. Con ellos se perdieron la industria, las fórmulas, los secretos y el esplendor.
Hasta la segunda mitad del siglo XVI, Cataluña, Teruel, Toledo, Talavera de la Reina o Sevilla, fueron, a grandes rasgos, focos subsidiarios de las lozas valencianas cuyos motivos y técnicas imitaron. Sin embargo, las lozas fabricadas en muchos de esos centros tienen rasgos personales que las hacen únicas. Como la combinación del azul y el verde en Teruel, o del azul y el morado negruzco del manganeso en Sevilla o, en el caso catalán, la gran cantidad de piezas firmadas y fechadas, como las de Pere Casals o Toni Mestre, que nos permiten conocer la autoría de algunos maestros y la evolución estilística de las series (así, en los casos de Reus, Barcelona o Valls, cuyos modelos de producción se adentran en el primer tercio del siglo XVII).
Habría que esperar al siglo XVIII para que el Levante español, recuperara la riqueza y hegemonía en el mundo de la loza polícroma española. La primera en desarrollar nuevas técnicas, más allá de los viejos procedimientos hispano-moriscos de reflejo metálico, fue la Real Fábrica de Alcora. En la década de 1780, la problemática laboral obligó a muchos alfareros alcoreños a trasladarse a Manises. Siglo y medio después, esta última localidad tenía en funcionamiento ochenta fábricas, dando empleo a cinco mil operarios, un treinta por ciento de ellos mujeres.

## Técnicas

### El proceso
Una vez extraída y purificada la arcilla secándose al sol, que evitaría así futuras grietas, entraba en la primera cochura. Al juaguete resultante se le aplicaba el vidriado, barniz blanco a base de plomo y estaño, y la decoración en azul cobalto. Tras esta primera esmaltación pasaba a la segunda cochura, alcanzando 990 grados. Tras ella, una vez enfriada, se le daba a la pieza el dorado con una mezcla de sulfuros de cobre y plata, disueltos en vinagre y aplicados con pincel. Entraba por fin en la tercera cochura a una temperatura inicial de 650 grados, bajando luego a quinientos.
La cultura cerámica anglosajona denomina lustre (lustreware) a la loza con reflejos metálicos, si bien  tal lustre o brillo, se consigue con un proceso menos complicado.

### El esmalte
Los análisis del esmalte de cerámicas españolas e italianas (siglos XIII al XVI) indican con variaciones entre ambos esmaltes, una composición de estaño sobre un máximo de 10 % y plomo entre en 15 y 45 %. De este análisis se puede deducir la importancia del esmalte utilizado como base. Teniendo como óxidos imprescindibles el estaño y el plomo, la fórmula resultante lo sitúa a la altura del típico esmalte de mayólica, cuyo rango de cocción está entre 950 °C y 1110 °C.

### La pasta
La pasta de reflejos se debe moler en molino de bolas entre 2-4 horas, aunque se pueden emplear las pastas sin moler con buenos resultados. Otro método consiste en calcinar los ingredientes secos a 700 °C y mezclarlos en el molino con vinagre. Dicha pasta se suele aplicar sobre el esmalte con la adición de 50% de lustre y 50% de goma arábiga, o bien con un vehículo aceitoso, como la esencia de trementina.

## Focos de loza dorada en España

Loza de reflejos dorados
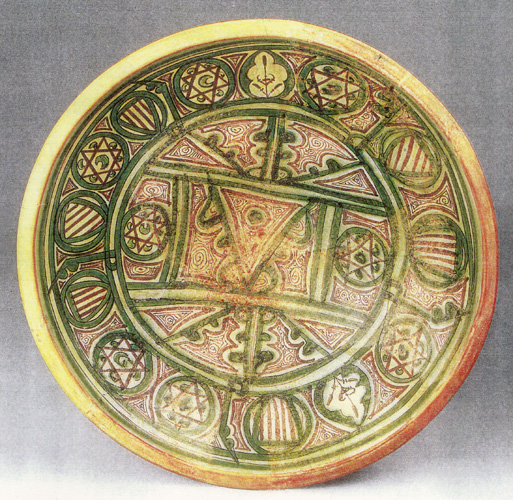
Loza dorada (tajador judeo aragonés del siglo XIV).
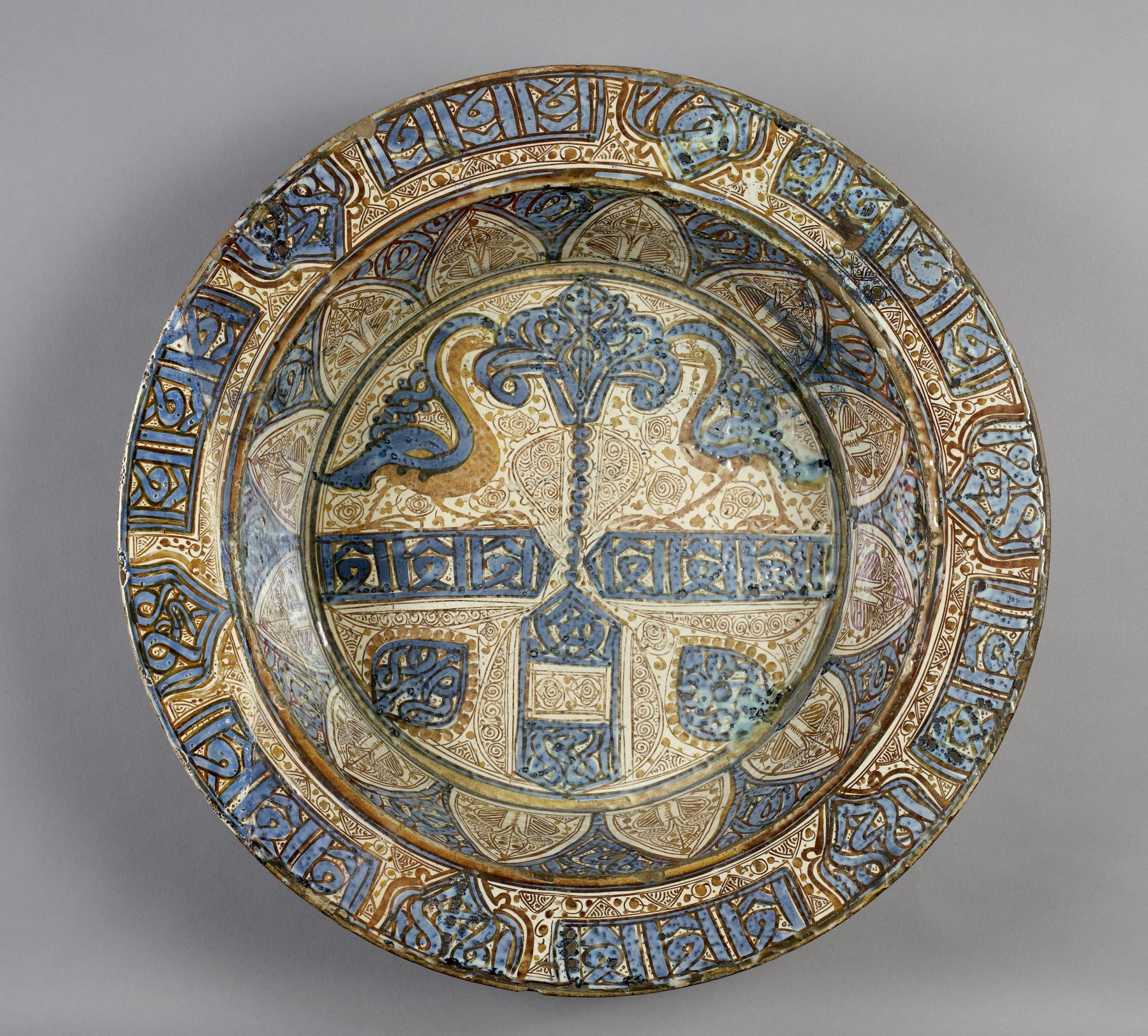
Loza dorada (tajador morisco de 11 x 49 cm.). Walters Art Museum.
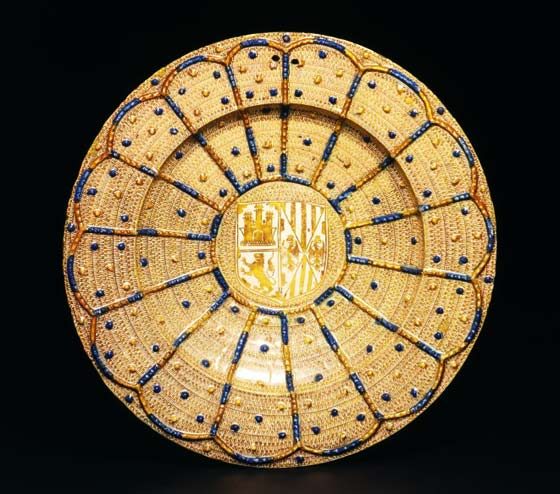
Loza dorada hispano-morisca (hacia 1475). Museo Victoria y Alberto, Londres.
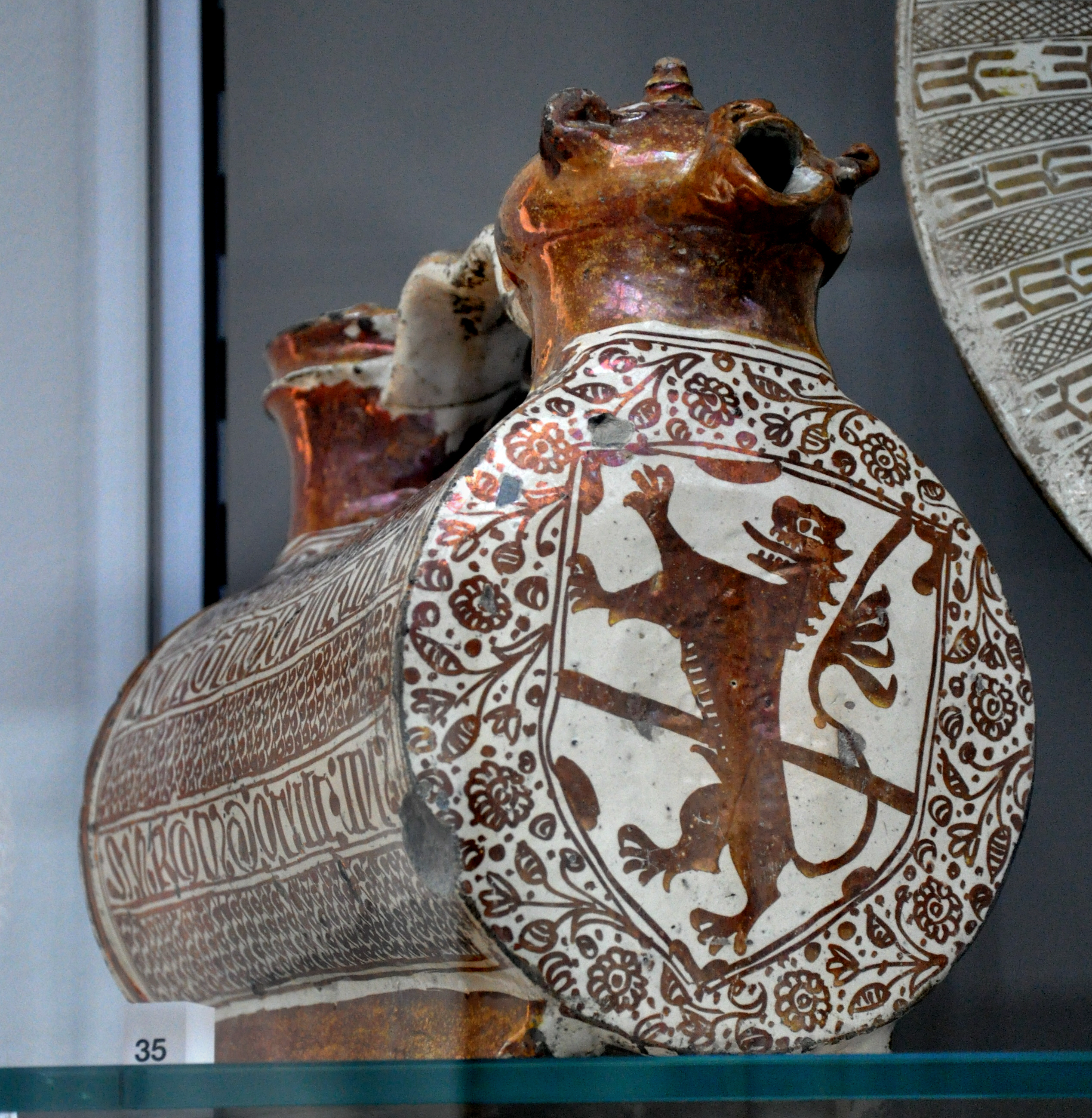
Aguamanil de Manises (1520-1550). Museo Victoria y Alberto, Londres.
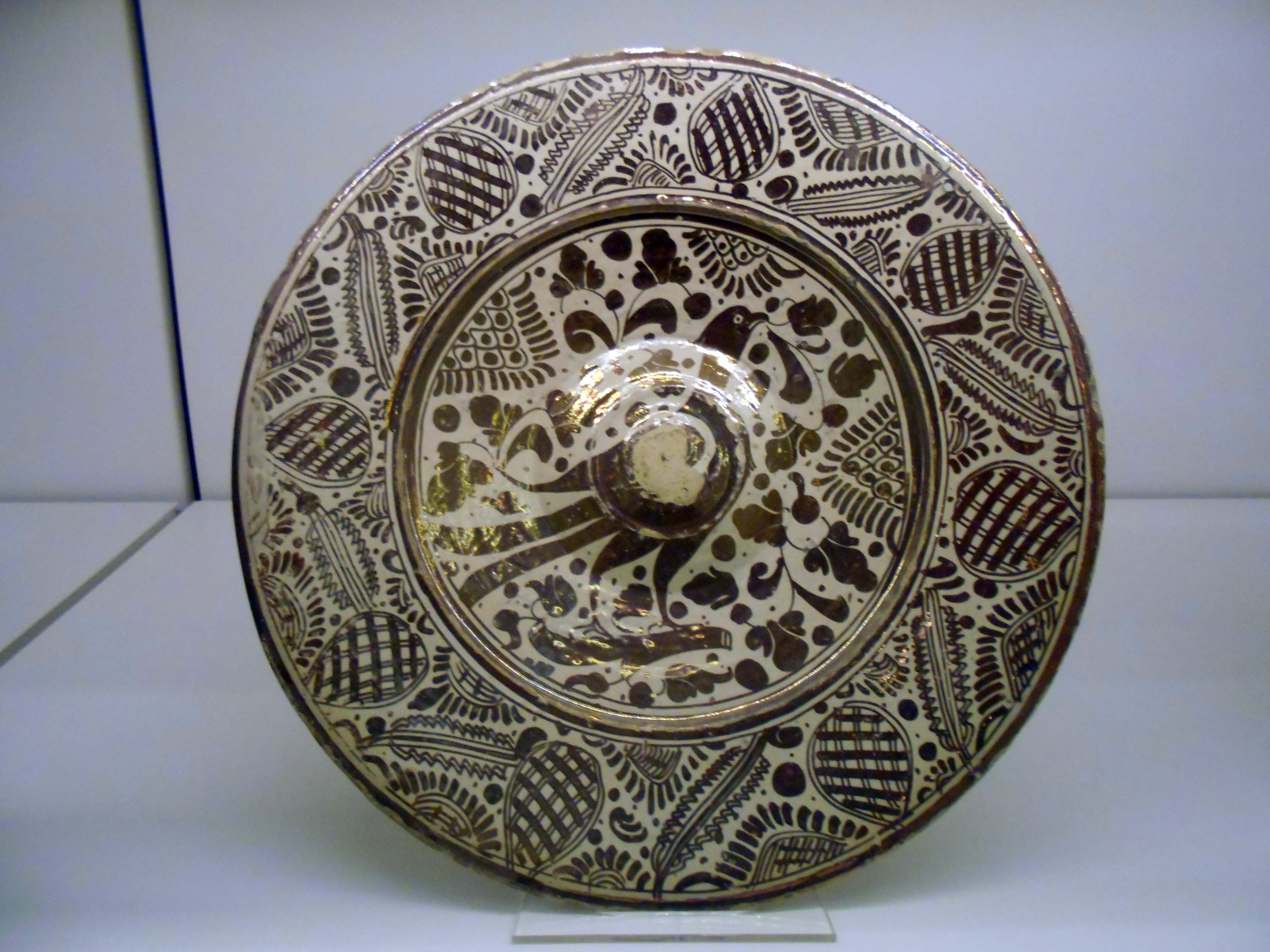
Plato datado entre 1500-1650, obra de alfareros en Barcelona. Museo del Diseño de Barcelona.

### Manises
La loza dorada puede considerarse uno de los productos más singulares y reconocidos del foco cerámico valenciano, si bien originalmente imitaba las producciones malagueñas en perfiles y decoraciones.
Manuel González Martí y más tarde diversos especialistas, historiadores y ceramólogos, han estudiado en profundidad y con cierta profusión la producción de reflejo metálico en los alfares e industrias de Manises, que llegaron a convertir a esa localidad en una referencia necesaria en la crónica de la cerámica europea.
Documentos valencianos de 1319 mencionan piezas importadas de Málaga y Teruel (terre maleche, et turolii). La cosecha arqueológica confirma que en las dos primeras décadas del siglo XIV predominó la importación de lozas de Málaga, de la Liguria (Génova, Savona), de Barcelona y de Teruel, desarrollándose luego la producción local.

#### Henrique Cock y elsecretode Manises
En Manises, el bizcocho de barro arcilloso que se empleaba procedía de una marga de los alrededores, que una vez bizcochada se esmaltaba con una cubierta transparente.
El plomo y el estaño se mezclaban en una proporción de 10 partes a una, o lo es que igual: por cada arroba de plomo se añadían de tres a cuatro libras de estaño, materiales que tras calcinarse en un horno especial, se unían a pequeñas cantidades de sal y arena y, una vez molidos, se disolvían en agua bañando con el líquido resultante las piezas.

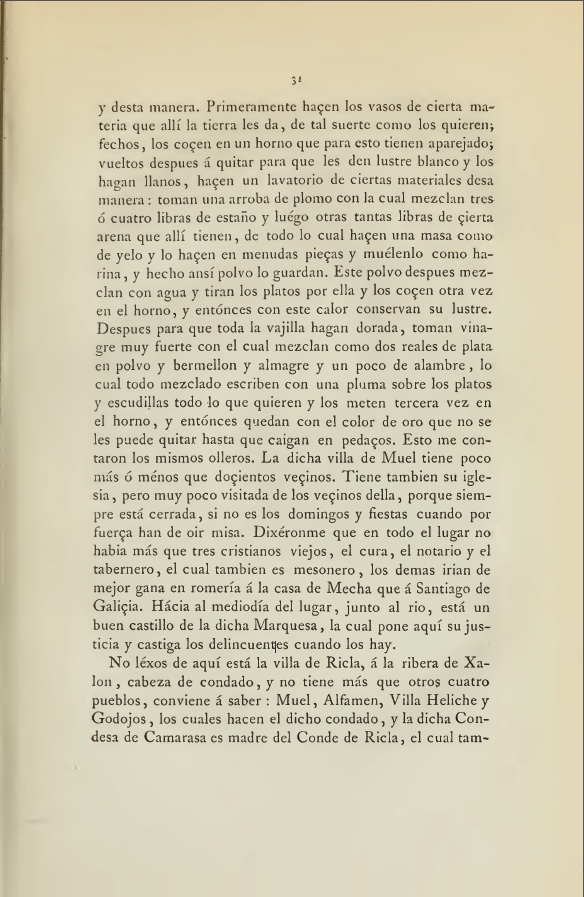
Relación del viaje hecho por Felipe II, en 1585, á Zaragoza, Barcelona y Valencia (1876) Henrique Cock

Henrique Cock, arquero del séquito de Felipe II, a su paso por Muel en 1585, relata así una parte del proceso:

"...Para que toda la vajilla hagan dorada, toman vinagre muy fuerte con el cual mezclan como dos reales de plata en polvo y bermellón y almagre y un poco de alambre (cobre), lo cual todo mezclado escriben con una pluma sobre los platos y escudillas todo lo que quieren y los meten tercera vez en el horno, y entonces quedan del color de oro que no se les puede quitar hasta que se caigan en pedazos. Esto me contaron los mismos olleros".

Así pues, la base de esta receta del dorado era la plata y el cobre sulfurados. La mezcla obtenida después de un complejo proceso era diluida en vinagre y se aplicaba como decoración sobre las piezas en la tercera cocción reductora.

### Muel
La villa Muel tuvo sus primeros obradores fuera de su recinto amurallado, junto al río Huerva y colindantes con el camino real a Zaragoza. A los alfareros fabricantes de loza dorada se les llamaba oficiales de hacer vajilla de blanco, almalagueros o maestros de la Málega, delatando así que imitaban las técnicas desarrolladas antes en Málaga. La producción estaba monopolizada por varias familias cuyos miembros aparecen reiteradamente citados en algunos documentos notariales (1583): los Abroz, Alax, Bargueño, Carruzet, Dupon, Ibáñez, Janero, Lançari, Taquea, Maçerol, Maniçes, Medina, Moncayo, Montero, Presson, de la Roya y otros.
La vajilla de loza dorada abarcaba dos calidades, "común" y "delgada", vendidas a precios diferentes. Entre las piezas catalogadas hay desde sencillos objetos de la vajilla doméstica hasta pilas bautismales (para iglesias parroquiales como la de la localidad de Quinto, por ejemplo).
El arraigo de la loza dorada en Aragón hizo que, tras la  expulsión de los moriscos aragoneses en 1610, se contratara a escudilleros de Reus, cristianos o conversos, para que la siguieran fabricando en Muel. Esta afluencia de alfareros catalanes, castellanos e incluso italianos determinó un cambio de gusto en las técnicas de producción y en los repertorios ornamentales, acercándose progresivamente a los cánones y gustos europeos.
Otros centros importantes en el foco aragonés fueron Calatayud, María de Huerva, Morata de Jalón y Villafeliche.
Interesantes y ricas colecciones de loza dorada aragonesa pueden contemplarse en: el Museo de Cerámica de Barcelona; el Museo Arqueológico Nacional (España), el Instituto Valencia de Don Juan y el Museo Nacional de Artes Decorativas, en Madrid,; la Hispanic Society of America, en Nueva York, y el Walters Art Museum, en Baltimore.

## Laloza doradaen Italia
La loza dorada valenciana fue imitada toscamente en Italia a partir de la segunda mitad del siglo XV. Se considera al pintor Galgano de Belforte, instalado unos años en Valencia, uno de los mejores difusores de la técnica del dorado en Italia. Más tarde, sería depurada y mejorada por Giorgio di Pietro Andreoli de Gubbio (activo entre 1490-1553), cuya producción incorporaba además motivos renacentistas.
En la segunda mitad del siglo XV, Italia fue la cuna de la renovación de la cerámica europea, doblemente impulsada por el esplendor humanista de las ciudades-estado y por la hegemonía de Venecia en el comercio con Oriente. Técnicamente se le deben al menos tres grandes logros:
- El desarrollo hacia la policromía, incorporando nuevos colores como el amarillo de antimonio o el rojo de hierro, presentes en obras de la familia Della Robbia.
- Los dorados en colores oro, cobre y naranja, así como el repertorio renacentista tomado directamente de la escultura y de la pintura mural.
- La inspiración en la porcelana china.[10]